# Thomas Heyward junior

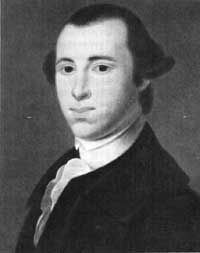
Thomas Heyward Jr.

Thomas Heyward junior (* 28. Juli 1746 in St. Luke’s Parish, Province of South Carolina; † 6. März 1809 ebenda), unterzeichnete als Vertreter South Carolinas die Unabhängigkeitserklärung der USA und ist damit einer der Gründerväter der USA.
Heyward wurde zu Hause unterrichtet und reiste dann nach England, um dort Recht zu studieren. Er wurde 1775 in den Kontinentalkongress gewählt und kehrte 1778 nach South Carolina zurück, um als Richter zu arbeiten. Als Kommandeur einer Milizeinheit wurde er während der Belagerung von Charleston (South Carolina) gefangen genommen. Nach dem Krieg arbeitete er weiter als Richter, bis er sich 1798 in den Ruhestand begab. Seit 1784 war er gewähltes Mitglied der American Philosophical Society.